# Astragalus crypticus
Astragalus crypticus är en ärtväxtart som beskrevs av Ivan Murray Johnston. Astragalus crypticus ingår i släktet vedlar, och familjen ärtväxter. Inga underarter finns listade i Catalogue of Life.